# Ribnica (Ribnica, Slovenija)
Ribnica je grad i središte istoimene općina u južnoj Sloveniji. Ribnica se nalaze u pokrajini Dolenjskoj i statističkoj regiji Jugoistočna Slovenija.

## Stanovištvo
Prema popisu stanovništva iz 2002. godine Ribnica je imao 3.480 stanovnika.

## Poznate osobe
- Bojan Adamič, poznati slovenski filmski skladatelj i dirigent

## Vanjske poveznice
- Satelitska snimka naselja, plan naselja  Arhivirana inačica izvorne stranice od 29. srpnja 2017. (Wayback Machine)